# Visingsö
Visingsö ( ouça a pronúncia) é a maior ilha do lago Vättern.

 
Está situada na parte sul do lago, a 30 km a norte de Jönköping e a 6 km a oeste de Gränna, à qual está ligada por ferryboat.

Pertence à comuna de Jönköping, no condado de Jönköping.
Tem uma área de 25 km2, um comprimento de 14 km e uma largura máxima de 2,5 km.

O norte e o sul da ilha têm paisagem agrícola, enquanto a parte central está coberta por florestas de carvalhos e pinheiros.

## Pontos interessantes
Alguns pontos turísticos mais procurados atualmente são:

- Ruínas do castelo de Näs (Näs borg; 1160) [5]
- Ruínas do castelo de Visingborg (Visingsborgs slott; 1570) [5]
- Igreja medieval de Kumlaby (Kumlaby kyrka) [3]
- Igreja Brahekyrkan [3][6]
- Escola superior popular de Visingsö - Visingsö folkhögskola [9]

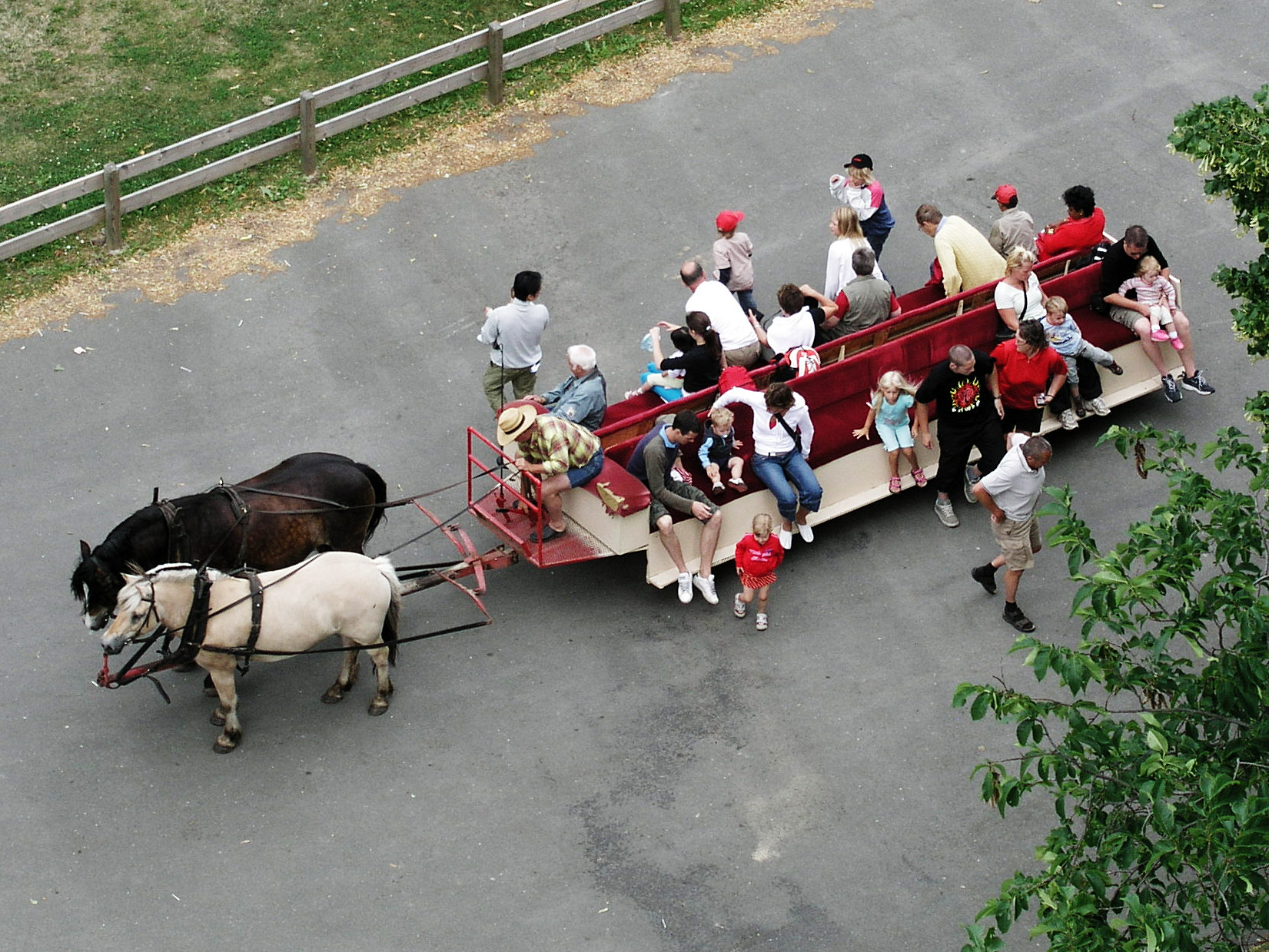
Transporte de turistas (remmalag)
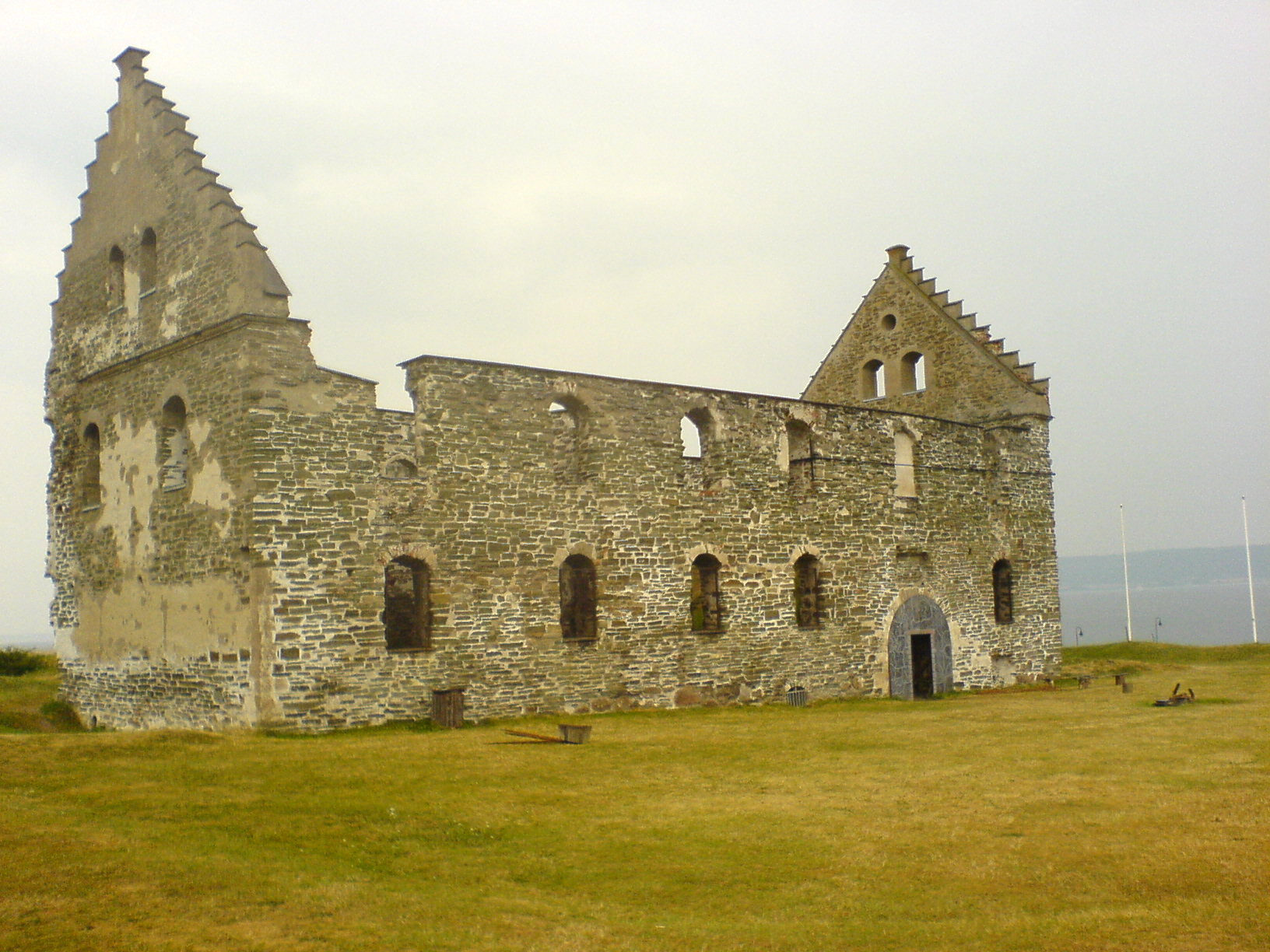
Castelo de Visingsborg
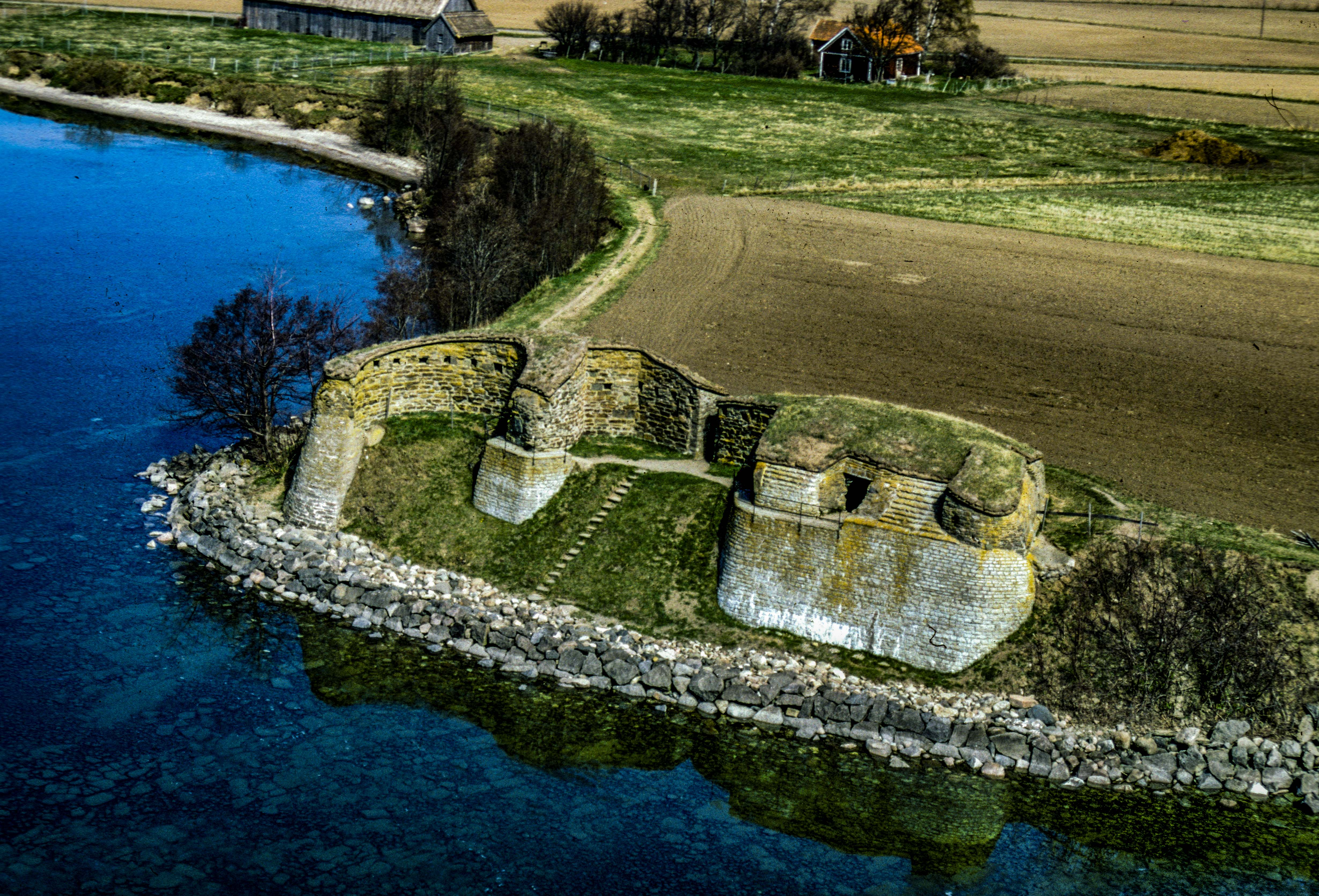
Castelo de Näs
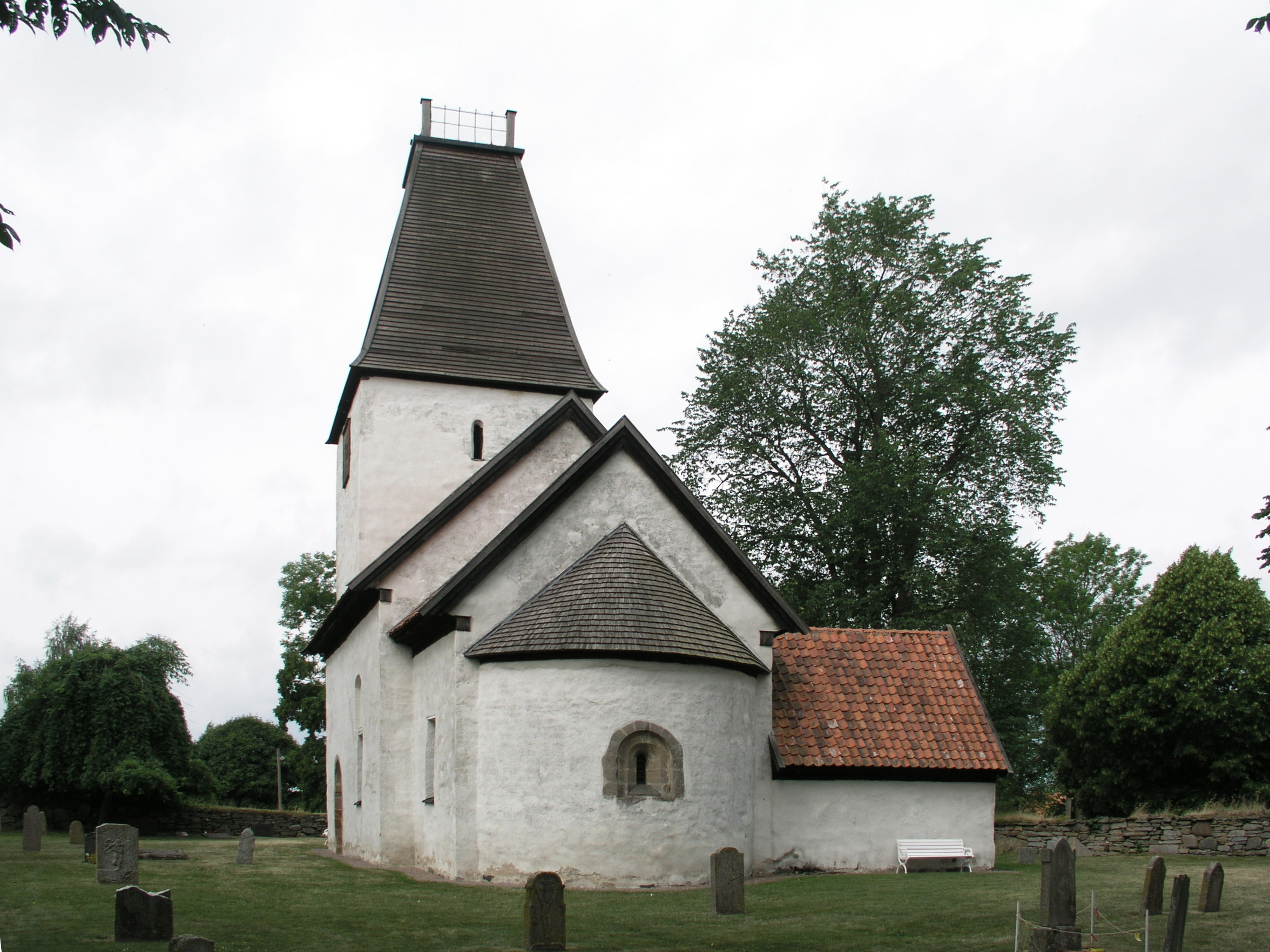
Igreja de Kumlaby